# Phạm Hoàng Bê
Phạm Hoàng Bê (1955 - 2014) là một chính khách người Việt Nam. Ông từng là Phó Bí thư Tỉnh ủy, Chủ tịch Ủy ban nhân dân tỉnh Bạc Liêu.

## Tiểu sử
Ông Phạm Hoàng Bê sinh ngày 25 tháng 11 năm 1955 tại xã Phong Thạnh Tây, huyện Giá Rai (nay là xã Phong Thạnh Tây A, huyện Phước Long), tỉnh Bạc Liêu; thường trú tại khóm 7, phường 1, TP Bạc Liêu, tỉnh Bạc Liêu.

## Sự nghiệp
Ông Phạm Hoàng Bê tham gia hoạt động cách mạng vào tháng 2 năm 1972, vào Đảng Cộng sản Việt Nam ngày 18/11/1976.
- Từ tháng 2/1972 đến tháng 5/1979: làm nhân viên Công an xã, Thư ký Ban Tuyên huấn xã, Chánh Văn phòng UBND xã, Trưởng ban Tuyên huấn xã Phong Thạnh Tây, huyện Hồng Dân.
- Từ tháng 6/1979 đến tháng 8/1982: được bầu giữ chức Phó Bí thư Đảng ủy, Chủ tịch UBND xã Phong Hiệp, rồi Bí thư Đảng ủy xã Phong Hòa, huyện Hồng Dân (nay là xã Phong Thạnh Tây A, huyện Phước Long).
- Từ tháng 9/1982 đến tháng 8/1984: được cử đi học bổ túc văn hóa tại Trường Công nông III tỉnh Minh Hải. Sau khi tốt nghiệp ra trường, ông được bổ nhiệm giữ chức Phó trưởng Phòng Tài chính, rồi Phó Chủ nhiệm Ủy ban Kiểm tra Huyện ủy Hồng Dân.
- Từ tháng 9/1984 đến tháng 8/1985: được cử đi học lớp Trung cấp lý luận chính trị tại Trường Chính trị Châu Văn Đặng, tỉnh Minh Hải.
- Từ tháng 9/1985 đến tháng 11/1989: được bầu giữ chức Bí thư Đảng ủy xã Phong Hòa và tại Đại hội Đảng bộ huyện Hồng Dân được bầu vào Ban Chấp hành Đảng bộ (nhiệm kỳ 1985-1990).
- Từ tháng 12/1989 đến tháng 1/1997: được bầu làm Ủy viên Ban Thường vụ Huyện ủy và được Ban Thường vụ Huyện ủy bổ nhiệm giữ chức Trưởng Ban Tổ chức Huyện ủy, đến tháng 11/1995 được bầu giữ chức Phó Chủ tịch UBND huyện Hồng Dân.
- Từ tháng 2/1997 đến tháng 3/1999: được bầu giữ chức Phó Bí thư Huyện ủy và được HĐND huyện Hồng Dân bầu giữ chức Chủ tịch UBND huyện (nhiệm kỳ 1994-1999).
- Tháng 4/1999: được điều động, bổ nhiệm giữ chức Phó Giám đốc Sở Giao thông-Vận tải tỉnh Bạc Liêu. Tại Đại hội Đảng bộ tỉnh lần thứ XII (nhiệm kỳ 2000-2005) được bầu vào Ban Chấp hành Đảng bộ tỉnh và được điều động, chỉ định giữ chức Bí thư Huyện ủy Phước Long.
- Từ tháng 1/2006 đến tháng 5/2011: được bầu vào Ban Thường vụ Tỉnh ủy và được HĐND tỉnh khóa VII (nhiệm kỳ 2006-2010) bầu giữ chức Phó Chủ tịch UBND tỉnh.
- Tại Đại hội Đảng bộ tỉnh lần thứ XIV, ông được bầu giữ chức Phó Bí thư Tỉnh ủy và được HĐND tỉnh khóa VIII (nhiệm kỳ 2011-2016) bầu giữ chức Chủ tịch UBND tỉnh.

## Tặng thưởng
- Huy hiệu 30 năm tuổi Đảng.
- Huy chương Kháng chiến chống Mỹ hạng Nhất.
- Huân chương Lao động hạng Nhất
- Bằng khen của Thủ tướng Chính phủ, nhiều kỷ niệm chương và bằng khen, giấy khen khác.[1]

## Qua đời
Cuối năm 2013, khi đang là Chủ tịch UBND tỉnh Bạc Liêu, ông được phát hiện là bị ung thư máu. Ông đã có thời gian điều trị ở Bệnh viện Thống Nhất và Bệnh viện Chợ Rẫy.
Ông Bê vào Bệnh viện Chợ Rẫy ngày 24 tháng 4 năm 2014 và được chuyển lên khoa chăm sóc đặc biệt. Đến tối 29 tháng 4, ông Bê rơi vào tình trạng hôn mê sâu, bệnh viện làm thủ tục cho ông xuất viện. Ông Phạm Hoàng Bê qua đời vào rạng sáng 30 tháng 4 năm 2014.